# 柏寝台
柏寝台，位于山东省东营市广饶县花官乡桓台村，是中华人民共和国山东省文物保护单位之一。
2006年12月7日，授予山东省文物保护单位，是一座古遗址。